# Ruska državna biblioteka
Ruska državna biblioteka (rus. Российская государственная библиотека) jeste nacionalna biblioteka Rusije, smeštena u Moskvi. Ona je najveća u zemlji i peta na svetu po veličini zbirke knjiga (17,5 miliona). Zvala se Lenjinovom državnom bibliotekom SSSR-a od 1925. godine, dok nije 1992. preimenovana u Rusku državnu biblioteku.
Biblioteka ima preko 275 km polica sa više od 43 miliona predmeta, uključujući preko 17 miliona knjiga i serijskih tomova, 13 miliona časopisa, 350 hiljada muzičkih rekorda i zvučnih zapisa, 150.000 mapa i drugog. Postoje predmeti na 247 jezika sveta, strani deo predstavlja oko 29 procenata celokupne kolekcije. To je najveća biblioteka u zemlji, najveća u Evropi i jedna od najvećih u svetu. Njeni fondovi su bili prešli preko 47 miliona jedinica u 2017. godini. To je savezna biblioteka koju nadgleda Ministarstvo kulture, uključujući i njenu fiskalnu nadležnost.
Između 1922. i 1991. najmanje jedan primerak svake knjige objavljene u SSSR-u deponovan je u biblioteci, praksa koja se nastavlja na sličan način i danas, a biblioteka je određena kao zakonska depozitna biblioteka.

## Istorija
Biblioteka je osnovana 1. jula 1862. godine, kao prva besplatna javna biblioteka u Moskvi pod nazivom Biblioteka Moskovskog javnog muzeja i Muzej Rumjanceva, ili Biblioteka Rumjanceva. Njen današnji nadimak je „Leninka”. Rumjancevljev muzej, kao deo kompleksa, bio je prvi javni muzej u Moskvi i u njemu se nalazila umetnička zbirka grofa Nikolaja Petroviča Rumjanceva, koja je poklonjena ruskom narodu i preneta iz Sankt Peterburga u Moskvu. Njegova donacija obuhvatala je sve knjige i rukopise, kao i obimnu numizmatičku i etnografsku kolekciju. Taj sadržaj, kao i približno 200 slika i više od 20.000 otisaka, koji su izabrani iz kolekcije Ermitaža u Sankt Peterburgu, mogli su se videti u takozvanoj Paškovoj kući (palata, uspostavljena između 1784. i 1787. godine, u blizini Kremlja). Ruski car Aleksandar II poklonio je sliku Pojava Hrista pred narodom Aleksandra Andrejeviča Ivanova za otvaranje muzeja.
Građani Moskve, duboko impresionirani grofovom altruističnom donacijom, nazvali su novi muzej po njegovom osnivaču i iznad ulaza imali urezan natpis „od grofa Rumjanсeva za dobro prosvetiteljstva”. U narednim godinama, zbirka muzeja je porasla brojnim daljim donacijama predmeta i novca, tako da je u muzeju ubrzo bila smeštena još važnija kolekcija zapadnoevropskih slika, obimna antička kolekcija i velika zbirka ikona. Zaista, kolekcija je toliko porasla da su prostorije Paškove kuće ubrzo postale nedovoljne, i druga zgrada je sagrađena pored muzeja ubrzo nakon prelaska u 20. vek, da bi se u njoj posebno smestile slike.
Nakon Oktobarske revolucije, sadržaj je ponovo izuzetno porastao, i nedostatak prostora ponovo je postao hitan problem. Pojavili su se i akutni finansijski problemi, jer se veći deo novca za finansiranje Muzeja slivao u Puškinov muzej, koji je bio završen tek pre nekoliko godina i koji je preuzeo ulogu Rumjancevljevog Muzeja. Zbog toga je 1925. godine odlučeno da se Muzej Rumjanceva raspusti i njegove kolekcije rašire po drugim muzejima i institucijama u zemlji. Deo kolekcija, naročito zapadnoevropske umetnosti i antikviteta, prenet je stoga u Puškinov muzej. Paškova kuća (u ulici Mohovaja 3) preimenovana je u Staru zgradu Ruske državne biblioteke. Stara zgrada državne arhive na uglu ulica Mohovaja i Vozdvizenka je srušena i zamenjena novim zgradama.
Izgradnja prve faze, koju su projektovali Vladimir Ščuko i Vladimir Gelfrajh 1927–1929, odobrena je 1929, a započeta 1930. Prva faza je uglavnom bila završena 1941. godine. U tom procesu zgrada je dobila modernizovane spoljašnje odlike neoklasicizma Palate sovjeta (čiji su dizajneri Ščuko i Gelfrajh), odstupajući od strogog modernizma nacrta iz 1927. godine. Poslednja komponenta Ščukovog plana, čitaonica sa 250 mesta, otvorena je 1945. godine; dalja dopuna nastavljena je do 1960. Godine 1968, zgrada je dostigla svoj kapacitet, a biblioteka je započela izgradnju novog skladišta u Himkiju, namenjenog za skladišenje novina, naučnih dela i knjiga sa malim zahtevima iz glavnih skladišnih prostora. Prva etapa biblioteke Himkiju završena je 1975.
Godine 1925. kompleks je preimenovan u Državnu biblioteku SSSR-a V. I. Lenjina. Godine 1992, po ukazu predsednika Borisa Jeljcina, preimenovana je u Rusku državnu biblioteku.

## Galerija
- Predvorje
- Jedna od čitaonica
- Jedna od čitaonica
- Statua Dostojevskog ispred biblioteke
- Poštanska marka (1939)
- Pečat Ruske državne biblioteke (Sovjetski period)
- Venčanje cara Mihaila
- Tverski rukopis Georgija Amartola[23][24][25]

## Napomene
1. ↑  The nine libraries with federal status have included the All-Russia State Library for Foreign Literature, the Russian Children's Library, the Young Adults' Library, the Russian State Library for the Blind among others[10]

## Literatura
- Kasinec, Edward (2001). „A Soviet Research Library Remembered”. Libraries & Culture. 36 (1): 16—26. JSTOR 25548888. doi:10.1353/lac.2001.0010..
- Абрикосова, Ф. С.; Зимина, В. Г.; Клевенский, М. М.; Колтыпина, Г. Б. (1962). История Государственной ордена Ленина Библиотеки СССР им. В.И. Ленина за 100 лет: 1862-1962. Государственная б-ка СССР им. В. И. Ленина. М.: Издание библиотеки. стр. 278.
- Клевенский, Л. Н. (1953). История библиотеки Московского публичного Румянцевского музея. 1862—1917. Государственная б-ка СССР им. В. И. Ленина. М.: Издание библиотеки..
- Российская государственная библиотека (2017). Годовой отчёт 2016 (PDF). Российская государственная библиотека. М.: Российская государственная библиотека. стр. 120.
- Тихонова, Л. Н.; Акилина, М. И. (2012). Российская государственная библиотека в современной системе национальных библиотек России : функциональный анализ; Национальные библиотеки в XXI веке. Н. Ф. Вербина, А. Ц. Масевич] (сборник статей изд.). СПб.: Российская национальная библиотека. стр. 148. ISBN 978-5-8192-0425-2.
- Коваль Л. М.; Черняк А. Я. (1991). Голос прошлого: Государственная ордена Ленина библиотека СССР имени В. И. Ленина в годы Великой Отечественной войны. Гос. б-ка СССР им. В. И. Ленина. М.: Гос. библиотека СССР им. В. И. Ленина. стр. 135.
- Овсянников, Ю. М. (1962). Путешествие в страну разума. очерки о государственной библиотеке СССР имени В. И. Ленина. М.: Советская Россия. стр. 232.
- Российская государственная библиотека. Рос. гос. б-ка, Науч.-исслед. отд. библиографии; [сост. Т. Я. Брискман при уч. Х. Р. Насибулиной] (библиографич. указ. изд.). М.: Пашков дом. 2008. ISBN 978-5-7510-0413-2..
- Stuart, Mary (1989). „"A Potent Lever for Social Progress": The Imperial Public Library in the Era of the Great Reforms”. The Library Quarterly: Information, Community, Policy. 59 (3): 199—222. JSTOR 4308377. S2CID 144709814. doi:10.1086/602132..
- Stuart, Mary (1994). „The Evolution of Librarianship in Russia: The Librarians of the Imperial Public Library, 1808-1868”. The Library Quarterly: Information, Community, Policy. 64 (1): 1—29. JSTOR 4308895. doi:10.1086/602650..
- Stuart, Mary (1995). „Creating Culture: The Rossica Collection of the Imperial Public Library and the Construction of National Identity”. Libraries & Culture. 30 (1): 1—25. JSTOR 25542708..
- Stuart, Mary (1994). „Creating a National Library for the Workers' State: The Public Library in Petrograd and the Rumiantsev Library under Bolshevik Rule”. The Slavonic and East European Review. 72 (2): 233—258. JSTOR 4211475..
- История Государственной ордена Трудового Красного Знамени Публичной библиотеки имени М. Е. Салтыкова-Щедрина. — Ленинград: Лениздат, 1963. — 435 с., [15] л. ил.
- История Библиотеки в биографиях её директоров, 1795—2005 / Российская национальная библиотека. — Санкт-Петербург, 2006. — 503, [1] с.: ил. —  5-8192-0263-5.

## Spoljašnje veze
55° 45′ 07″ N 37° 36′ 35″ E / 55.75194° С; 37.60972° И